# 유년시대
《유년시대》톨스토리의 중편소설이다. 러시아에서 1931년~14년에 출판되었고 영어로는 1920년에 출판되었다. 2016년 포켓 펭귄스에 의해 재출판되었다. 속편인 <사람들 속에서> <나의 대학>과 함께 고리키의 자전소설 3부작을 이루는 것으로 그의 최고 걸작이다. 담담한 필치 속에 서정미와 가냘픈 아이러니를 뒤섞어 작자의 10세까지의 성장과정을 뒤쫓고 있다. 놀랄 만한 감수성을 지닌 소년의 눈으로 혁명 전 러시아 사회의 저변을 생생하게 묘사하고 있다. 같은 작자의 <추억>과 함께 동시대의 회상문학 가운데 최고 걸작이며 고리키 문학의 독자성을 알기 위해서는 빼놓을 수 없는 자료가 되고 있다.